# 벨트 (기계)

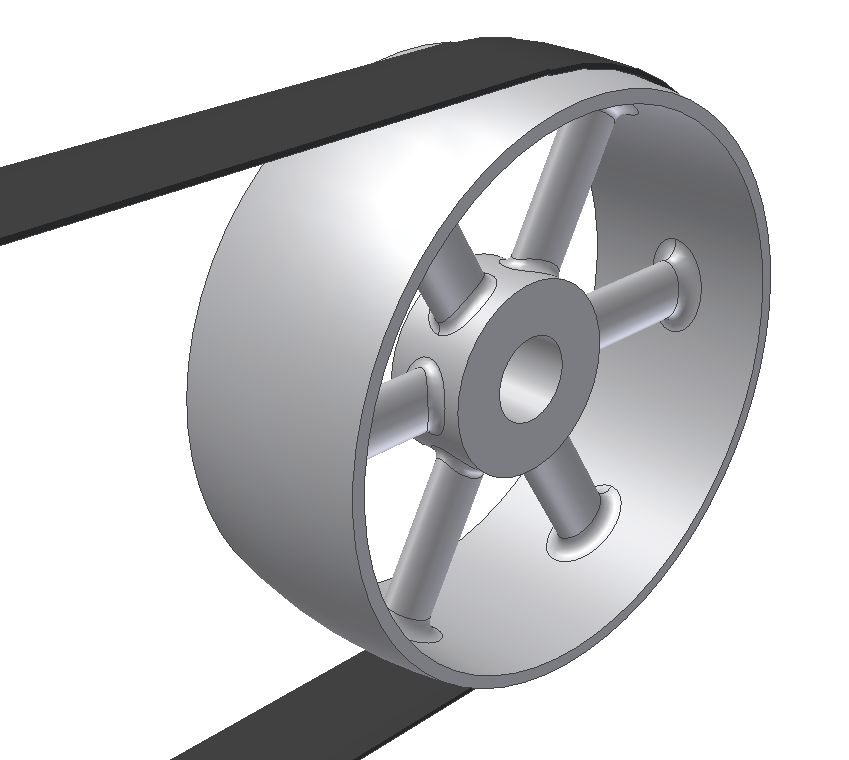
일반적인 플랫 벨트

벨트(Belt)는 두 개 이상의 비교적 멀리 떨어진 2축 사이에서 회전력을 전달하는 단순 기계이다. 요성(撓性)이 있는 매체를 각축(各軸)에 장치한 바퀴에 감음으로써 동력을 전달하는 감아걸기 전동(傳動)이 쓰인다.
벨트는 쇠가죽으로 만든 평평한 평벨트, 고무 가운데에 섬유를 넣어서 만든 V형 단면의 V벨트를 사용하는 것이 보통이다. 여기서는 평벨트의 경우에 대해서 말한다. 벨트를 거는 방식은 오픈벨트(평행걸기)와 크로스벨트(십자걸기)의 2종류가 있으며, 벨트의 길이는 벨트의 흔들림이나 두께를 무시한다면, 벨트바퀴에 감겨 있는 원호 부분과 벨트바퀴로부터 떨어져 있는 직선부분과의 합으로서 구해진다. 벨트에 의해서 동력이 전해지는 것은 벨트와 벨트바퀴와의 사이에 작용하는 마찰력에 의한 것으로서 벨트의 팽팽한 쪽의 장력과 이완(弛緩) 쪽의 장력의 차는, 벨트와 벨트바퀴와의 사이에 작용하는 마찰력에 의해서 생긴다. 미끄럼이 없다면, 벨트바퀴의 회전속도의 비는 벨트바퀴의 직경의 역비(逆比)와 동등하지만 실제로는 미끄럼이라든가 벨트의 신축(伸縮), 벨트의 두께 등의 영향으로 이것과 서로 다른 값이 되고, 회전 속도의 비는 다소 변동한다.
회전속도의 비를 일정하게 하기 위해 벨트의 뒤쪽에 달린 이(齒)와 벨트바퀴의 이가 서로 맞물도록 한 타이밍벨트를 사용하는 수가 있다.
벨트의 단면을 V자형으로 하고, 동일한 형태의 홈을 가진 벨트바퀴를 사용하는 V벨트 전동(傳動)은 벨트와 벨트바퀴의 홈면과의 사이에 작용하는 마찰력이 커지므로, 비교적 작은 장력으로 큰 회전력을 전달할 수 있다